# Никольский, Андрей Владимирович
Андрей Владимирович Никольский (1959, Москва — 3 февраля 1995) — советский и бельгийский пианист.
Окончил Центральную музыкальную школу у Веры Горностаевой. Учился в Московской консерватории у Станислава Нейгауза, затем, после его смерти, у Льва Наумова. В 1978 г. получил вторую премию на Международном конкурсе имени Лонг и Тибо в Париже. В 1983 г. эмигрировал из СССР, жил в Югославии, Великобритании, Германии. В 1987 г. занял первое место на Международном конкурсе пианистов имени королевы Елизаветы, выступая как лицо без гражданства, затем получил бельгийское гражданство. Погиб в автокатастрофе.